# Давиде Саита
Давиде Саита (ит. Davide Saitta; Катанија, 23. јун 1987) је италијански одбојкаш. Висок је 188 cm и игра на позицији техничара у Пари Волеју. 

## Играчка каријера

### Клупска каријера
Давиде Саита је, у тринаестогодишњој каријери, чак једанаест пута мијењао тим. Играо је, са мањим или већим успјехом, за Милвус Катанију (2002 - 2003), Латину у два наврата (2003 - 2004, 2009 - 2010), Сисли Тревизо, такође, у два наврата (2004 - 2006, 2007 - 2009), Реима Крему (2006 - 2007), Форли (2010), Сир Сејфти Перуђу (2010 - 2011), Исернију (2011 - 2012), Молфету (2012 - 2014) и Спејсерс Тулуз (2014 - 2015), а 2015. је потписао уговор са челницима Пари Волеја.
Од трофеја, има Суперкуп Италије 2007.

### Репрезентативна каријера
Саита је био веома важан члан италијанске репрезентације у млађим категоријама. Освајао је медаље на европским и свјетским првенствима и добијао признања за најбољег техничара на тим турнирима (Европско првенство за јуниоре 2005. и Свјетско првенство за јуниоре 2006). Ипак, прелаз у категорију сениора није најбоље извео, па је за "А" тим прву утакмицу - ако не рачунамо наступ на мање важним Медитеранским играма 2009. године, када је освојена златна медаља - одиграо тек 7. септембра 2013. у Кавалезеу, против Словачке (3:0). Освајач је сребрне медаље на Европском првенству 2013.
По избацивању Драгана Травице из тима, нашао је своје мјесто међу путницима на завршни турнир Свјетске лиге 2015.